# Lylla
 (mai 2023).
Si vous disposez d'ouvrages ou d'articles de référence ou si vous connaissez des sites web de qualité traitant du thème abordé ici, merci de compléter l'article en donnant les références utiles à sa vérifiabilité et en les liant à la section « Notes et références ».
Lylla est une super-héroïne extraterrestre appartenant à l'univers Marvel de la maison d'édition Marvel Comics. Apparaissant dans l'univers cinématographique Marvel dans le film Les Gardiens de la Galaxie Vol. 3, le personnage est interprété par l'actrice Linda Cardellini.

## Historique de la publication
Elle est apparue pour la première fois dans Incredible Hulk #271 (février 1982), créée par Bill Mantlo.

## Biographie du personnage
Lylla, une loutre anthropomorphe, est la Présidente de la plus grande entreprise de fabrication de jouets de l'univers, Mayhem Mekaniks sur la planète Halfworld. Elle est aussi l'amie et l'amante de Rocket Raccoon. Elle hérite de l'entreprise après que ses parents ont été assassinés par Judson Jakes, qui veut le contrôle de l'entreprise. La seule façon pour Lylla d'avoir le plein contrôle est par le mariage. Lylla est bientôt menacée non seulement par Jakes mais aussi par Lord Dyvyne, tous deux voulant la déposséder de son entreprise de jouets. Rocket Raccoon vient à son aide et, avec l'aide de leurs amis, Wal Rus et Oncle Pyko, bat les deux adversaires. Lylla voyage ensuite avec Rocket pour commencer une nouvelle vie ensemble. Ces événements se révèlent plus tard être faux. Lylla, ainsi que le reste des habitants de Halfworld, sont en fait des animaux d'assistance qui s'occupent de malades mentaux sur leur planète. Elle était aussi apparemment mariée à Blackjack O'Hare. Elle n'a pas été vue depuis, et son mariage avec Blackjack semble rétabli depuis qu'il réapparaît en tant que mercenaire mortel et ennemi de Rocket.

## Apparitions dans d'autres médias

### Films
Interprétée (voix) par Linda Cardellini dans l'Univers cinématographique Marvel
- 2023 : Les Gardiens de la Galaxie Vol. 3 réalisé par James Gunn : Lylla est l'un des sujets d'expérimentation du Maître de l'évolution, avec Rocket, Moustache et Sol, dans le but de créer une race évoluée sur la Contre-Terre. Elle meurt lors de la tentative d'évasion de Rocket, abattue par le Maître de l'évolution.